# Toszkánai palota

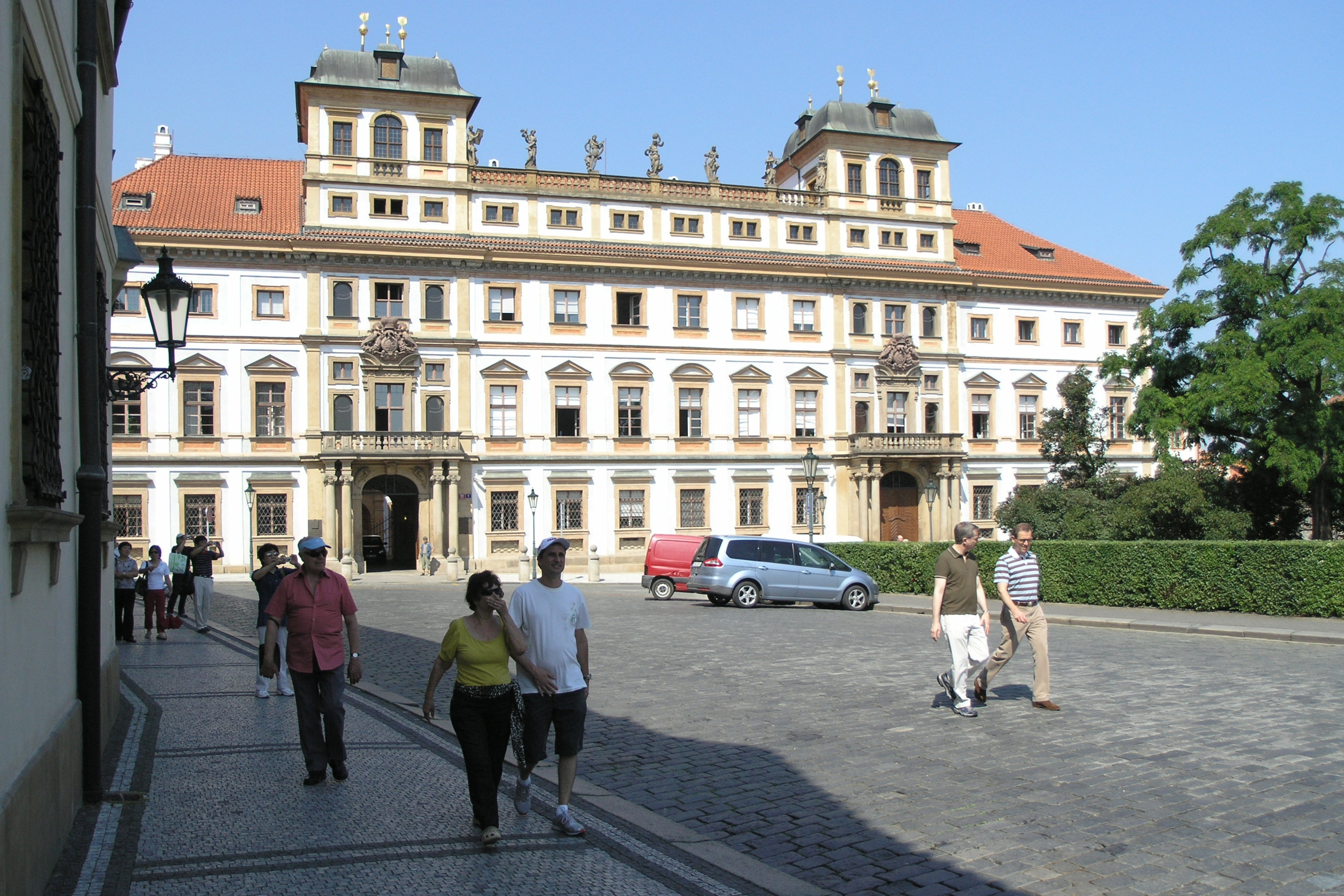
A Toszkánai palota

A prágai Hradzsin téren álló Toszkánai palotát (182/5) 1690 körül Jean-Baptiste Mathey francia építész tervezte (miként az érseki palotát és a Troja-palotát is). A kivitelező Giacomo Antonio Canevalle volt (1687–1691).
Jelenleg a Cseh Köztársaság Külügyminisztériuma használja. Időnként különböző rendezvényeket tartanak benne, ilyenkor egyes részei korlátozottan látogathatók.

## Története
A Medici-család kihalása után, amikor a Toszkánai Nagyhercegség (Lotaringiáért cserébe) a Habsburg–Lotaringiai-ház kezére került, ez az épület a mindenkori toszkánai nagyherceg birtoka volt. A nagyhercegek dombormívű címere a keskeny homlokzat erkélyajtaja fölött látható.
A kastély építését Maxmilián Thun-Hohenstein gróf (1638–1701) rendelte meg, és azt Jean-Baptiste Mathey tervei alapján Giacomo Antonio Canevalle építette fel. A stukkódíszekért a gróf 75 guldent fizetett Giovanni Pietro Palliarinak. A szabadon elszórt, stilizált indákat virágok, szőlőszemek és madarak díszítik.
A palotát 1785-92 között Johann Ignaz Palliardi irányításával alakították át. A teljes költség (6659 zloty és 1 krajcár) viszonylag kiterjedt módosításra utal. A ma is látható eredmény Pavel Preiss szerint szembeötlően emlékeztet a Schwarzenberg-palotára.
Teljes rekonstrukciójára 1994–1988-ban került sor Pavel Kupka építész irányításával. Az új, a barokk környezetbe illeszkedő épületdíszeket Karel Nepraš szobrász faragta.

## Az épület
Az attikán néhány barokk szobor áll, az épület sarkán pedig Mihály arkangyal szobra (1701).